# Xã Iosco, Michigan
Xã Iosco (tiếng Anh: Iosco Township) là một xã thuộc quận Livingston, tiểu bang Michigan, Hoa Kỳ. Năm 2010, dân số của xã này là 3.801 người.